# John Ruiz
John Ruiz (Methuen, 4 gennaio 1972) è un pugile statunitense naturalizzato portoricano.
Soprannominato The Quiet Man, ha un record di 43 vittorie, 8 sconfitte, 1 pari ed 1 no-contest ed è stato in passato campione del mondo dei massimi WBA.
Nel 1996 subisce la sua prima sconfitta da professionista contro David Tua, ma poi la sua carriera ha un'impennata, tanto da essere designato nel 1999 come sfidante numero 1 dalla WBA per il campione Lennox Lewis. L'incontro però non ebbe mai luogo a causa del rifiuto del britannico, che organizzò una sfida contro Michael Grant, ritenendolo un più degno avversario. Ne seguì una causa legale intentata dal gruppo di Ruiz, che portò alla revoca del titolo WBA a Lewis.
Il 12 agosto 2000 Ruiz affronta Evander Holyfield per il titolo vacante, ma perde ai punti con un verdetto unanime molto criticata dalla stampa. La federazione ordina quindi un re-match, che si svolge a inizio 2001, concludendosi con la vittoria di Ruiz. I due sono di nuovo faccia a faccia per la bella, che termina in pari.
Dopo pochi mesi difende per la seconda volta il titolo con Kirk Johnson, squalificato al 10º round per ripetuti colpi sotto la cintura. Perde la cintura il 1º marzo 2003, sconfitto nettamente ai punti da Roy Jones, a cui dava 30 libbre di peso di differenza. Jones però non organizza in tempo l'incontro con il suo sfidante designato numero uno Vitali Klitschko, così la WBA lo sospende momentaneamente. Il titolo è rimesso in palio ad interim in una sfida Ruiz-Hasim Rahman, dove è il primo ad avere la meglio ai punti con decisione unanime. A seguito del ritorno di Jones nella categoria dei massimi leggeri, Ruiz torna campione a tutti gli effetti.
Il 17 aprile 2004 difende la cintura con kot all'11º round su Fres Oquendo, nel primo mondiale dei massimi fra due ispanici. Il 13 novembre batte poi ai punti Andrzej Gołota, con verdetto unanime nonostante avesse subito due atterramenti e un punto di penalità per scorrettezze.
Il 30 aprile 2005 perde con James Toney, ma il titolo gli viene immediatamente restituito perché il suo avversario risulta positivo al controllo antidoping. Perde definitivamente la cintura a dicembre con Nikolai Valuev, sconfitto a Berlino ai punti, un verdetto contestato dalla stampa e dal pubblico presente.
Per cercare di ottenere una nuova sfida per il titolo WBA ha combattuto poi con l'uzbeko Ruslan Chagayev, perdendo però ai punti.